# Оберрод
Оберрод (нем. Oberrod) — община в Германии, в земле Рейнланд-Пфальц. 
Входит в состав района Вестервальд. Подчиняется управлению Реннерод.  Население составляет 713 человек (на 31 декабря 2010 года). Занимает площадь 6,72 км².